# 全国高等学校野球選手権和歌山大会
全国高等学校野球選手権和歌山大会（ぜんこくこうとうがっこうやきゅうせんしゅけんわかやまたいかい）は、和歌山県で開催されている夏の甲子園地方大会。第1回大会は関西大会、第2回大会から第59回大会までは紀和大会に参加していた（地方大会も中止となった第27回大会および一府県一代表が認められた第40回・第45回・第50回・第55回の各記念大会を除く）。
現在は、和歌山県高野連加盟39校で競われている。

## 概要
- 参加校 - 39校（2013年 - ）

※ 2008年度より大成高校が統合により、海南高校大成校舎になったため、第90回記念大会は海南・大成連合チームとして参加。現在は海南高校として参加。一方、日高高等学校は本校と中津分校が別個に出場している。
- 2010年度より、和歌山東高校軟式野球部が、硬式野球部に改組して加盟・大会初参加。
- 2012年度からは、和歌山西高校と和歌山北高校とが統合し、新生和歌山北高校として加盟、国際開洋二高が学園本部である学校法人南陵学園の民事再生手続きに伴う一時休校となったため、参加校は1校減り39校。
- 2016年第98回大会より和歌山南陵高校が加盟・大会参加。ただし、慶風高校が部員不足の為参加棄権。参加校数は昨年と同じ39校。
- 第98回和歌山大会2回戦耐久高校 - 伊都高校で、5回裏耐久の攻撃中伊都の内野手が熱中症により競技続行が不可能となり、伊都は選手が9人に満たなくなったので、没収試合となり9-0で耐久の勝ちとなった[1]。和歌山大会での没収試合は62年ぶり、試合途中での没収試合宣告は大会史上初となった。
- 準決勝で再抽選がある。
- 2017年第99回大会より、準決勝でも得点差コールドゲームが適用される。
- 2020年第102回全国高等学校野球選手権大会が新型コロナウイルスへの感染拡大の影響で本大会・地方大会とも全面中止に伴う代替大会として、和歌山県高等学校野球連盟の主催による「2020 夏 高校野球和歌山大会」を和歌山県営紀三井寺野球場で実施。

## 使用球場

### 現在
- 和歌山県営紀三井寺野球場（紀三井寺公園野球場）

### 過去
- 和歌山県営向ノ芝野球場（ - 1963年）※
- 和歌山県立桐蔭高等学校グラウンド（ - 1965年）

※県営向ノ芝球場は既に撤去されており、跡地が和歌山県立体育館となっている。

## 大会結果
- 出場回数は紀和大会から通算
- 紀和大会の結果については「全国高等学校野球選手権紀和大会」を参照
- 和歌山代表校の選手権大会成績については「全国高等学校野球選手権大会 (和歌山県勢)」を参照

| 年度（大会）          | 校数 | 優勝校（出場回数）            | 決勝スコア | 準優勝校   | 備考       |
| --------------------- | ---- | ----------------------------- | ---------- | ---------- | ---------- |
| 1958年（第40回大会）  | 23   | 海南（9年ぶり3回目）          | 6 - 2      | 田辺       |            |
| 1963年（第45回大会）  | 25   | 南部（初出場）                | 1x - 0     | 向陽       |            |
| 1968年（第50回大会）  | 28   | 星林（初出場）                | 3 - 0      | 県和歌山商 |            |
| 1973年（第55回大会）  | 28   | 箕島（3年ぶり2回目）          | 2 - 1      | 和歌山工   |            |
| 1978年（第60回大会）  | 29   | 箕島（5年ぶり3回目）          | 5 - 0      | 吉備       |            |
| 1979年（第61回大会）  | 30   | 箕島（2年連続4回目）          | 5 - 1      | 田辺商     |            |
| 1980年（第62回大会）  | 31   | 箕島（3年連続5回目）          | 2 - 0      | 伊都       |            |
| 1981年（第63回大会）  | 31   | 和歌山工（初出場）            | 4 - 1      | 海南       |            |
| 1982年（第64回大会）  | 31   | 南部（19年ぶり2回目）         | 3x - 2     | 新宮       | 延長12回   |
| 1983年（第65回大会）  | 31   | 箕島（3年ぶり6回目）          | 3 - 1      | 吉備       |            |
| 1984年（第66回大会）  | 32   | 箕島（2年連続7回目）          | 8 - 0      | 和歌山工   |            |
| 1985年（第67回大会）  | 33   | 和歌山工（4年ぶり2回目）      | 2 - 1      | 田辺       |            |
| 1986年（第68回大会）  | 34   | 桐蔭（25年ぶり20回目）        | 5 - 3      | 箕島       |            |
| 1987年（第69回大会）  | 34   | 智辯和歌山（初出場）          | 2x - 1     | 吉備       |            |
| 1988年（第70回大会）  | 34   | 高野山（初出場）              | 6 - 2      | 箕島       |            |
| 1989年（第71回大会）  | 34   | 智辯和歌山（2年ぶり2回目）    | 2x - 1     | 桐蔭       | 延長13回   |
| 1990年（第72回大会）  | 37   | 星林（22年ぶり2回目）         | 3 - 2      | 南部       |            |
| 1991年（第73回大会）  | 37   | 智辯和歌山（2年ぶり3回目）    | 8 - 4      | 星林       |            |
| 1992年（第74回大会）  | 37   | 智辯和歌山（2年連続4回目）    | 7 - 2      | 日高中津   |            |
| 1993年（第75回大会）  | 37   | 智辯和歌山（3年連続5回目）    | 2 - 1      | 和歌山工   |            |
| 1994年（第76回大会）  | 37   | 市和歌山商（27年ぶり2回目）   | 5 - 4      | 日高中津   |            |
| 1995年（第77回大会）  | 37   | 田辺（初出場）                | 7 - 1      | 高野山     |            |
| 1996年（第78回大会）  | 37   | 智辯和歌山（3年ぶり6回目）    | 10 - 4     | 伊都       |            |
| 1997年（第79回大会）  | 36   | 智辯和歌山（2年連続7回目）    | 3 - 2      | 日高中津   |            |
| 1998年（第80回大会）  | 37   | 智辯和歌山（3年連続8回目）    | 8 - 7      | 星林       |            |
| 1999年（第81回大会）  | 37   | 智辯和歌山（4年連続9回目）    | 6 - 3      | 南部       |            |
| 2000年（第82回大会）  | 37   | 智辯和歌山（5年連続10回目）   | 5 - 2      | 南部       |            |
| 2001年（第83回大会）  | 37   | 初芝橋本（初出場）            | 3 - 2      | 南部       | 延長12回   |
| 2002年（第84回大会）  | 37   | 智辯和歌山（2年ぶり11回目）   | 8 - 2      | 日高中津   |            |
| 2003年（第85回大会）  | 37   | 智辯和歌山（2年連続12回目）   | 10 - 1     | 国際開洋二 |            |
| 2004年（第86回大会）  | 38   | 市和歌山商（10年ぶり3回目）   | 6x - 5     | 日高       | 延長12回   |
| 2005年（第87回大会）  | 40   | 智辯和歌山（2年ぶり13回目）   | 12 - 6     | 笠田       |            |
| 2006年（第88回大会）  | 40   | 智辯和歌山（2年連続14回目）   | 6 - 1      | 田辺       |            |
| 2007年（第89回大会）  | 39   | 智辯和歌山（3年連続15回目）   | 4 - 1      | 高野山     |            |
| 2008年（第90回大会）  | 39   | 智辯和歌山（4年連続16回目）   | 5 - 3      | 日高中津   |            |
| 2009年（第91回大会）  | 39   | 智辯和歌山（5年連続17回目）   | 3 - 0      | 南部       |            |
| 2010年（第92回大会）  | 40   | 智辯和歌山（6年連続18回目）   | 6 - 3      | 向陽       |            |
| 2011年（第93回大会）  | 40   | 智辯和歌山（7年連続19回目）   | 7 - 1      | 市和歌山   |            |
| 2012年（第94回大会）  | 40   | 智辯和歌山（8年連続20回目）   | 4 - 2      | 那賀       | 延長14回   |
| 2013年（第95回大会）  | 39   | 箕島（29年ぶり8回目）         | 10 - 1     | 南部       |            |
| 2014年（第96回大会）  | 39   | 市和歌山（10年ぶり4回目）     | 3x - 2     | 智辯和歌山 | 延長12回   |
| 2015年（第97回大会）  | 39   | 智辯和歌山（3年ぶり21回目）   | 2 - 0      | 和歌山商   |            |
| 2016年（第98回大会）  | 39   | 市和歌山（2年ぶり5回目）      | 2 - 0      | 箕島       |            |
| 2017年（第99回大会）  | 39   | 智辯和歌山（2年ぶり22回目）   | 3 - 2      | 紀央館     |            |
| 2018年（第100回大会） | 39   | 智辯和歌山（2年連続23回目）   | 7x - 6     | 市和歌山   |            |
| 2019年（第101回大会） | 39   | 智辯和歌山（3年連続24回目）   | 12 - 1     | 那賀       |            |
| 2020年（独自大会）    | 39   | 智辯和歌山                    | 10 - 1     | 初芝橋本   |            |
| 2021年（第103回大会） | 39   | 智辯和歌山（4大会連続25回目） | 4 - 1      | 市和歌山   |            |
| 2022年（第104回大会） | 37   | 智辯和歌山（5大会連続26回目） | 7 - 2      | 桐蔭       |            |
| 2023年（第105回大会） | 36   | 市和歌山（7年ぶり6回目）      | 5x - 4     | 和歌山北   | 延長11回TB |
| 2024年（第106回大会） | 36   | 智辯和歌山（2年ぶり27回目）   | 4 - 2      | 近大新宮   |            |
| 2025年（第107回大会） | 35   | 智辯和歌山（2年連続28回目）   | 2 - 0      | 星林       |            |

## 和歌山代表の学校別データ
和歌山県代表は、夏の選手権大会では合計8回の全国大会（中等学校大会の優勝4回を含む）を誇る。
ここでは、和歌山県代表として全国大会で優勝・準優勝した回数、及び全国大会に出場した回数の多い学校順に列記する。また、出場回数及び勝利回数等も併記する。
赤字はその項目の最高成績、青字はその項目の次点を示す。
| 全国大会 優勝回数 | 全国大会 準優勝回数 | 校名                                                   | 県（旧関西・紀和）大会優勝・ 全国大会出場回数 | 勝敗                   | 勝率      | 備考          |
| ----------------- | ------------------- | ------------------------------------------------------ | --------------------------------------------- | ---------------------- | --------- | ------------- |
| 3回               | 1回                 | 智辯学園和歌山高等学校                                 | 25回                                          | 43勝22敗（不戦勝含む） | 6割5分6厘 |               |
| 2回               | 3回                 | 和歌山県立桐蔭高等学校（旧 和歌山中）                  | 20回                                          | 32勝18敗               | 6割4分    | 大会2連覇達成 |
| 2回               | 1回                 | 和歌山県立向陽高等学校（旧 海草中）                    | 7回                                           | 14勝5敗                | 7割3分7厘 | 大会2連覇達成 |
| 1回               | 0回                 | 和歌山県立箕島高等学校                                 | 7回                                           | 13勝6敗                | 6割8分4厘 |               |
| 0回               | 0回                 | 和歌山県立新宮高等学校                                 | 5回                                           | 5勝5敗                 | 5割       |               |
| 0回               | 0回                 | 和歌山県立海南高等学校（旧 海南中）                    | 4回                                           | 5勝4敗                 | 5割5分6厘 |               |
| 0回               | 0回                 | 和歌山県立和歌山商業高等学校（旧 和歌山商→県和歌山商） | 4回                                           | 4勝4敗                 | 5割       |               |
| 0回               | 0回                 | 和歌山市立和歌山高等学校（旧 市和歌山商）              | 4回                                           | 4勝3敗                 | 5割7分1厘 |               |
| 0回               | 0回                 | 和歌山県立和歌山工業高等学校                           | 2回                                           | 3勝2敗                 | 6割       |               |
| 0回               | 0回                 | 和歌山県立星林高等学校                                 | 2回                                           | 2勝2敗                 | 5割       |               |
| 0回               | 0回                 | 和歌山県立南部高等学校                                 | 2回                                           | 1勝2敗                 | 3割3分3厘 |               |
| 0回               | 0回                 | 高野山高等学校（旧 高野山中）                          | 1回                                           | 0勝1敗                 | -         |               |
| 0回               | 0回                 | 和歌山県立田辺高等学校                                 | 1回                                           | 0勝1敗                 | -         |               |
| 0回               | 0回                 | 初芝橋本高等学校                                       | 1回                                           | 0勝1敗                 | -         |               |

優勝大会
- 1921年第7回大会 - 和歌山県立和歌山中学校
- 1922年第8回大会 - 和歌山県立和歌山中学校
- 1939年第25回大会 - 和歌山県立海草中学校
- 1940年第26回大会 - 和歌山県立海草中学校
- 1979年第61回大会 - 和歌山県立箕島高等学校
- 1997年第79回大会 - 智辯学園和歌山高等学校
- 2000年第82回大会 - 智辯学園和歌山高等学校
- 2021年第103回大会 - 智辯学園和歌山高等学校

各高校別全国ランキング
- 優勝回数
  - 智辯学園和歌山高等学校 - 優勝3回で全国6位タイ
  - 和歌山県立桐蔭高等学校 - 優勝2回で全国8位タイ
  - 和歌山県立向陽高等学校 - 優勝2回で全国8位タイ
  - 和歌山県立箕島高等学校 - 優勝1回で全国17位タイ

- 勝利回数
  - 智辯学園和歌山高等学校 - 勝利42回で全国8位
  - 和歌山県立桐蔭高等学校 - 勝利32回で全国16位
  - 和歌山県立向陽高等学校 - 勝利14回で全国47位タイ

- 勝率
  - 和歌山県立向陽高等学校 - 勝率7割3分7厘で全国27位
  - 和歌山県立箕島高等学校 - 勝率6割8分4厘で全国50位

和歌山県勢全国ランキング
- 優勝回数
  - 優勝8回で全国2位タイ

- 勝利回数
  - 勝利111回で全国6位

- 勝率
  - 勝率6割2分7厘で全国3位

## エピソード
- 智弁和歌山、市立和歌山（旧 市和歌山商）、県和商、日高中津、南部、田辺、伊都（廃校）、和歌山工、和歌山東、箕島、桐蔭（旧 和歌山中）、向陽（旧 海草中）、新宮、初芝橋本などの強豪・古豪がひしめき合う、少数激戦区で知られる。また、甲子園出場経験のない高校が決勝に進出するケースも多く見られる。
- かつて、戦後まもなくは三尾、古座が参加[2]、1980年から1990年に掛けては吉備清水が分校として初参加している[3]。
- 大会回数の下1桁が0か5の記念大会時は、外野フェンスに出場校の校旗が張られていたが（90回記念大会時は外野席奥の壁に張られた）、91回大会から常時外野席奥の壁に張られている。
- 2006年に紀三井寺球場のナイター設備が完成された事により、ナイター開催が可能となった。選手権和歌山大会でのナイター初開催は国際開洋二-田辺工戦。
- 2007年の第89回大会は当初7月13日開幕だったが、折からの梅雨と台風の影響で開会式と開幕戦が中止となった（和歌山大会史上21年ぶりの中止）。続く14日も台風接近の為に中止（2日間連続中止は和歌山大会史上24年ぶり）、2日順延後の7月15日昼から開会式と開幕戦の1回戦2試合がようやく行われた。
- 審判員の審判服は、第80回記念大会より現在のスタイル（球審は第80回記念大会までアウトサイドプロテクター）。第97回大会より、スラックスがチャコールグレーに変更。
- 2010年の第92回大会は7月11日に開幕。開会式後に2試合を消化したが、翌日から雨により3日連続全試合中止。3日連続中止は1965年以来45年ぶり。
- 2018年まで通常は外野席の開放を行っていないが、2013年の7月14日の智弁和歌山-市立和歌山は、内野席・アルプス席とも満席となり、急きょ外野席も途中開放して試合を行った。

## 放送体制
優勝校の監督・主将へのインタビューは3局持ち回りで担当する。

### 民放
テレビ和歌山とWBS和歌山放送（ラジオ局）が放送。テレビ中継にいたっては1971年から放送を開始（当時はモノクロで準決勝からの中継）、翌1972年からカラー放送に変わり、1974年からは全試合を生中継で放送されている。。
- 第89回大会は開幕第2戦橋本-神島（午後5時20分開始）が延長戦にもつれ込み、延長14回裏神島の攻撃中の午後8時45分をもって実況中継が終了となった(新聞の番組欄には試合終了まで中継と記されていたが、この試合以後、最大延長午後8時45分までと記されるようになった）。結果は15回引き分け。翌7月14日第4試合に再試合となり、結果は7対1で神島が勝った[4]。
- テレビ和歌山では、試合が行われた日の午後9時（日曜日は午後10時）から「高校野球ワイドニュース」を放送し[5]、試合のダイジェストや高校野球メモリーボックス（過去の和歌山大会の名場面やOBの思い出）を伝える。なお、2007年から「高校野球ワイドニュース」は、「めざせ甲子園」と番組名を改め、放送時間も月曜日から土曜日までは夜10時から、日曜祝日は夜10時半からにそれぞれ変更された。2018年からは月曜日から土曜日は午前0時から、日曜祝日は午前0時半からに再び変更となった。
- 1回戦から決勝戦までの全試合、スタンドの応援席からリポートを行っていたが、2007年からは3回戦からに変更となり、2013年からは準決勝からに再変更され、2018年から再び3回戦からに変更された。
- 和歌山放送では、午後7時に中継が打ち切られることがある。
  - なお2023年度より開催期間中の火曜日に限り、午後7時からネット受けしているTBSラジオ制作の帯ワイド番組（2023年度は『アフター6ジャンクション』、2024年度以降は『荻上チキ・Session』）を午後8時 - 9時の短縮放送としている。通常火曜日に編成の自社制作番組が野球中継延長により当該枠で放送できなかった場合に備え、同日の午後7時台にも編成していることによるもの。
  - 2025年度はTBSラジオの改編に伴い『Session』が火曜19時台のみのネットとなったため（火曜20時台には『アフター6ジャンクション2』をネット）、前年度までの流れを汲みこの年度からの開催期間中は『Session』が臨時ネット返上となる。
- 中継映像がセンターからホーム方向になったのは、1981年第62回大会から。それまではバックネット裏からセンターへの映像。
- 前述のテレビ和歌山による中継を収録したDVD版が発売されている[6]。
- 2018年は「バーチャル高校野球」内でテレビ和歌山制作の中継が1回戦から配信される。

テレビ実況アナウンサー
- 高松良誠
- 中村隆之
- 高野勝正
- 寺西裕一
- 三宅きみひと
- 中西則善
- 宮原英治
- 山口富士夫
- 田村正浩
- 楠淳生
- 三宅秀一郎

過去に実況をしていたアナウンサー
- 西澤あきら
- 上枝俊也
- 後藤紀夫（中部日本放送）
- 坂口親宏
- 伊東正治（WBSと関連がある毎日放送からの客演）
- 加百正志（元和歌山放送アナウンサー、現在もラジオ（和歌山放送）で実況を担当）
- 谷幸隆
- 樋口和彦
- 常盤秀次
- 亀関開(現在は全国高等学校野球選手権愛知大会で実況を担当)
- 辻豊人
- 武周雄（全国大会リレー中継を行う朝日放送からの客演）
- 堀江良信
- 上野晃
- 福井豊治

解説者
- 広畑良次（元和歌山県立橋本高等学校監督）
- 山田晃之（和歌山県立伊都高等学校OB）
- 大畠和彦（元和歌山県立大成高等学校監督）
- 東裕司（和歌山県立箕島高等学校OB）
- 山下幸男（和歌山県立桐蔭高等学校OB）
- 佐藤元信（智辯学園和歌山高等学校OB）
- 真鍋忠嗣（前和歌山市立和歌山高等学校監督）
- 愛須貴志（前和歌山県立田辺高等学校監督、元和歌山県高野連会長）

過去の解説者
- 池田納（和歌山県立向陽高等学校OB）
- 岩橋良知（和歌山県立和歌山工業高等学校OB、現大阪交野リトルシニア監督）
- 広畑良幸（和歌山県立橋本高等学校OB。広畑良次の実兄）
- 三宅秀二（智弁学園和歌山高等学校OB、元部長、元帝塚山大学・立花学園高等学校監督)
- 入口拓郎（和歌山県立和歌山商業高等学校OB）
- 入江喜一（和歌山県立紀央館高等学校OB）
- 松嶋正治（元和歌山県立桐蔭高等学校監督）
- 河野允生（元和歌山県立桐蔭高等学校監督）
- 四田勝康（元住友金属野球団監督。前大体大浪商監督）
- 松本知久（元和歌山県立海南高等学校監督）
- 西谷梅夫（元和歌山県高野連審判委員）
- 藤田孝（元和歌山県高野連審判委員）
- 玉置博康（元和歌山県高野連審判委員）

ラジオ実況アナウンサー
- 平井理弘
- 北尾博伸（ここ数年は決勝戦担当のアナウンサーとなることが多い）
- 林真一郎
- 川井淳史（2012年デビュー）
- 牛尾淳（元ラジオ関西）
- 大前一樹
- 中島原野
- 藤原健一
- 川村賢治
- 滝口久
- 村田匡輝
- 桐山隆

### NHK
NHK和歌山放送局では開会式および決勝（2019年まで準決勝・決勝）を生中継で放送する。2011年まで決勝は近畿地方全域に中継されていた。総合で準決勝が放送できない場合、ラジオ（FM放送）で中継する場合がある。